# Ursul
L'Ursul (in russo Урсул?) è un fiume della Siberia meridionale; è uno degli affluenti di sinistra del Katun'. Scorre nell'Ust'-Kanskij e nell'Ongudajskij rajon della Repubblica dell'Altaj, in Russia.

## Geografia

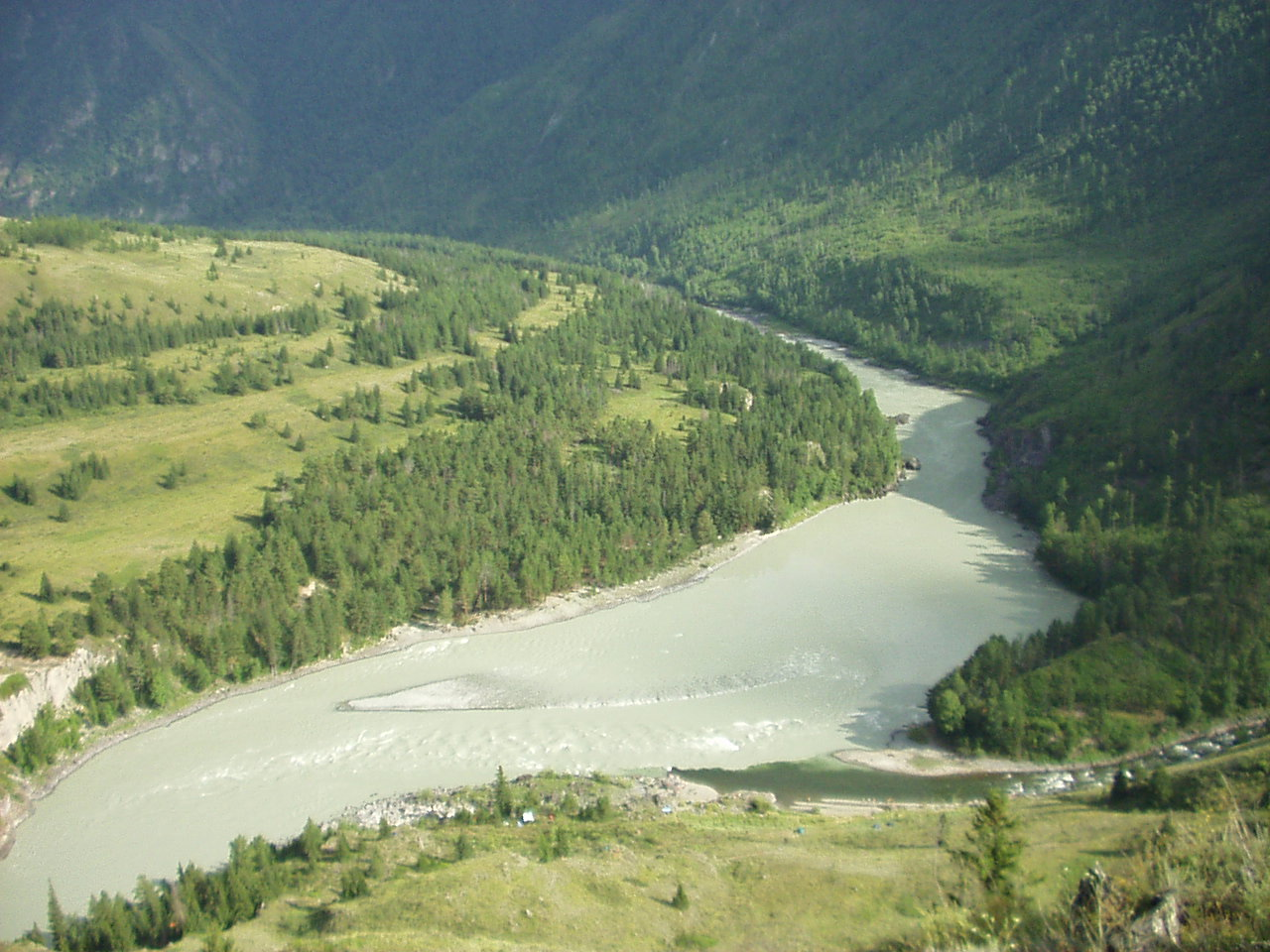
Confluenza dell'Ursul nel Katun'.

Il fiume scende dalle pendici della cresta Terektinskij (Теректинский хребет). L'Ursul vero e proprio ha origine dalla confluenza di due corsi d'acqua minori: Elo (Ело) e Kairlyk (Каирлык o Каерлык) che si incontrano presso il villaggio di Elo. La lunghezza dell'Ursul è di 119 km, il suo bacino è di 3 710 km². La portata media annua è di 16,8 m³/s a 32 km dalla foce quando attraversa il villaggio di Ongudaj. L'Ursul si immette nel Katun' a 298 km dalla sua foce.
Nella sua parte inferiore scorre in un canyon adatto al rafting sportivo: il percorso Ursul-Katun' (indice di difficoltà IV) è uno dei più popolari nei monti Altaj.